# Bencao huiyan
La pharmacopée chinoise Bencao huiyan 本草汇言, dont le titre complet est Huitu bencao gangmu hui yan 绘图本草纲目汇言 « Matière médicale illustrée, classée par description et suivant les aspects techniques », comporte 20 chapitres, et 609 drogues décrites. Elle a été écrite par Nǐ Zhūmó 倪朱谟 en 1620 et publiée en 1624. L’auteur indique dans l’introduction avoir étudié plus 40 ouvrages, en partant de la Benjing (Shennong bencao jing) jusqu’à la Bencao gangmu de Li Shizhen. De ces œuvres, il a sélectionné 609 drogues fréquemment utilisées. Il a cherché ainsi à créer un « instrument utile » au praticien médical.
Il indique aussi que bien que la Bancao gangmu fusse la meilleure pharmacopée, il fallait la simplifier et la rendre plus aisée à utiliser.
Ni Zhumo indique aussi qu’il s’est refusé à inclure des drogues utilisées dans des prescriptions taoïstes ; elles impliquent trop d’« absurdités », dit-il.
Les notices sur les différentes drogues sont dans les chapitres allant de 1 à 9. Elles sont très détaillées et accordent beaucoup d’importance à la doctrine naturaliste introduite durant la période Jin-Yuan 金元. C’est pourquoi, après le nom de la substance médicinale, sont données la thermo-influence, la saveur, l’efficacité thérapeutique, une des propriétés ascension, descente, flottage, ainsi que la capacité de pénétrer certains méridiens.
Suivent les commentaires des anciens auteurs, en commençant par Tao Hongjing.
Les illustrations représentent un total de 45 pages, réparties dans le texte au début de chaque chapitre.
Le chapitre 20 contient des essais théoriques et généraux, avec de nombreuses citations venant des pharmacopées de l’époque Jin-Yuan 金元.
Le texte est consultable sur le site de Zhonghua diancang 中华典藏 ou du Chinese Text Project créé par OCR avec de nombreuses coquilles.
L’ouvrage a acquis une certaine réputation. En 1645, une seconde édition fut faite et en 1699, l’ouvrage atteignit le Japon.